# Soda P
Soda P is een Nederlandse indierockband die werd opgericht in 1994. De band bestaat uit Jeremy Jongepier (zanger, gitarist), Aldert Zegwaard (bassist) en Joost Olsthoorn (drummer). De leden komen oorspronkelijk uit de IJmond. 
Soda P heeft vijf releases op haar naam staan, namelijk de cassette Alone to see (1998), een 7" Closer to the core (2000), een 10" Remove to return (2001), later ook uitgebracht op cd (2002), de cd Downbuilt (2003) en de cd Hits the city (2006), allemaal uitgebracht via Zabel Muziek. Soda P heeft altijd een sterke band gehad met indierock in Nederland. 
Jongepier en Olsthoorn hielden zich tussen 2004 en 2007 bezig met de overname van - en werkzaamheden voor - het muziekplatform Zabel Muziek.
Olsthoorn drumt naast Soda P in Junius (1994 - 2001) en Ponycamp (2004 - 2006), speelt toetsen/synthesizer in the Beatnik L.I.O.N.S. (in 2005) en speelt gitaar in The Cut/Up (sinds 2008). Jongepier zingt en speelt naast Soda P gitaar in Bivouac.

## Discografie
- 1998 - Alone to see (cassette)
- 2000 - Closer to the core (7")
- 2001 - Remove to return (10")
- 2002 - Remove to return (cd)
- 2003 - Downbuilt (cd)
- 2006 - Hits the city (cd)